# ニコライ・チェレプニン
ニコライ・ニコラエヴィチ・チェレプニン（ロシア語: Никола́й Никола́евич Черепни́н；英語: Nikolai Nikolayevich Tcherepnin、1873年5月3日 - 1945年6月27日）はロシアの作曲家・ピアニスト・教授。

## 経歴
サンクトペテルブルク出身。法律家を志したが断念し、サンクトペテルブルク音楽院にてニコライ・リムスキー＝コルサコフに師事。その後、同音楽院の指揮科の教授に就任し、自らも帝室マリインスキー劇場の指揮台に立った。1909年から1914年にかけてセルゲイ・ディアギレフのロシア・バレエ団に指揮者として参加し、最初のパリ公演でも指揮者を務めている。1918年にロシア革命を避けてグルジアに渡り、トビリシ音楽院の院長に就任。だが、赤軍のグルジア侵攻に伴い1921年にイスタンブール経由でパリに亡命し、フランスで余生を送った。1945年にパリで死去し、郊外のサント＝ジュヌヴィエーヴ＝デ＝ボワのサント＝ジュヌヴィエーヴ＝デ＝ボワ・ロシア人墓地に息子のアレクサンドルと共に埋葬されている。
ニコライ・チェレプニンはフランス印象主義音楽の影響を受けた最初のロシア人作曲家と言われており、古典的で明晰な構成と、軽妙洒脱な響きを好む傾向が認められる。ロシア人作曲家には珍しく、息の長い旋律を持続させ、深刻な劇的表現を発展させるということは不得手であったらしい。

## 弟子
母校のサンクトペテルブルク音楽院では、ニコライ・ソコロフやマクシミリアン・シテインベルクらと共に学究肌の教師として名高く、愛弟子の一人にセルゲイ・プロコフィエフがいる。プロコフィエフはしばしばチェレプニン邸を訪れ、アレクサンドル・チェレプニン少年に深い影響を及ぼした。

## 家族・親族
- 息子：作曲家のアレクサンドル・チェレプニンは息子である。
- 妻：マリヤは水彩画家アルベルト・ベノワ（アレクサンドル・ベノワの弟）の娘である。

## 主要作品
- バレエ音楽「アルミードの館」op.29（1908年）
- バレエ音楽「クレオパトラ」(1909年)
- バレエ音楽「ナルシスとエコー」op.40（1911年）
- バレエ音楽「赤き死の仮面」(1922年) ‐ ポーの「赤死病の仮面」を基とする
- バレエ音楽「ロシアのお伽話」(1923年)
- バレエ音楽「ミイラ物語」(1924年)
- 「遠き王女のための前奏曲」op.4
- 「魔法にかけられた王国」op.39
- ピアノ伴奏付き声楽「六つのメロディ」Op. 1
- 聖体礼儀（無伴奏声楽正教会聖歌・1番から3番まで）
- タチ・タチ：ピアノと管弦楽のためのボロディン、キュイ、リャードフ、リムスキー＝コルサコフ、リストの主題によるパラフレーズ